# Aydan Özoğuz
Aydan Özoğuz (ur. 31 maja 1967 w Hamburgu) – niemiecka polityk pochodzenia tureckiego, filolog angielska, działaczka Socjaldemokratycznej Partii Niemiec (SPD), deputowana do Bundestagu, w latach 2021–2025 jego wiceprzewodnicząca.

## Życiorys
W 1994 ukończyła studia magisterskie z anglistyki na Uniwersytecie w Hamburgu. W tym samym roku rozpoczęła pracę jako pracowniczka naukowa w Fundacji Körbera, którą zawiesiła po wyborach do Bundestagu w 2009 roku. Od 2001 do 2008 zasiadała w hamburskim parlamencie krajowym, gdzie była rzeczniczką frakcji SPD ds. integracji i migracji. W 2004 wstąpiła do SPD w Hamburgu.
W 2009 po raz pierwszy uzyskała mandat posłanki do Bundestagu. Z powodzeniem ubiegała się o reelekcję w 2013, 2017, 2021 i 2025. W latach 2011–2017 była wiceprzewodniczącą SPD. Od 2013 do 2018 pełniła urząd ministra stanu w Urzędzie Kanclerza Federalnego i pełnomocniczki rządu federalnego ds. migracji, uchodźców i integracji. W grudniu 2017 została członkinią prezydium i zarządu SPD. W kadencji 2021–2025 sprawowała funkcję wiceprzewodniczącej Bundestagu, a także przewodniczyła hamburskiej grupie posłów SPD.